# Crupier (pel·lícula)
Crupier és una pel·lícula estatunidenco-franco-anglo-irlandesa dirigida per Mike Hodges i estrenada l'any 1998, sobre el món dels casinos. Ha estat doblada al català.

## Argument
Jack Manfred, un escriptor sense inspiració i amb problemes econòmics accepta una plaça de crupier en un casino. Aquesta nova activitat envaeix la seva vida, cosa que no agrada a la seva companya. Coneix una jugadora que perd cada cop més i que l'arrossega per camins perillosos

## Repartiment
- Clive Owen: Jack Manfred
- Nick Reding: Giles Cremorne
- Nicholas Ball: Jack Snr.
- Alexander Morton: David Reynolds
- Barnaby Kay: Car Dealer
- Kate Hardie: Bella
- Gina McKee: Marion Nell
- John Radcliffe: Barber
- Sheila Whitfield: Manicura
- David Hamilton: Supervisor Casino
- Carol Davis: Supervisor
- Eddie Osei: West Indian Punter
- Alex Kingston: Jani de Villiers
- Ciro de Chiara: Cheat

## Rebuda
- Segons la revista Les Inrocks, el film és una « dolenta i fascinant metàfora de la societat ».[3]
- El guionista Paul Mayersberg va ser nominat en els premis Edgar Allan Poe el 2001
- Premis 2000: National Board of Review: Millors deu pel·lícules de l'any